# جون شامبرلين (ناشط سلام)
جون شامبرلين (بالإنجليزية: John Chamberlain)‏ هو ناقد أدبي وصحفي أمريكي، ولد في 28 أكتوبر 1903 في نيو هيفن في الولايات المتحدة، وتوفي بنفس المكان في 9 أبريل 1995.